# Essa Mohamed Al-Zenkawi
Essa Mohammed Gharib Al-Zankawi (17. listopada 1990. - ) je kuvajtski atletičar i bacač diska. Nastupio je na Svjetskom prvenstvu u atletici 2015. u Pekingu gdje se nije kvalificirao u završnicu u disciplini bacanja diska. Osvajač je srebra i zlata s Arapskog prvenstva u atletici i srebra s Azijskog prvenstva u atletici.
Svoj osobni rekord (63,22 m) bacio je 2015. godine u Manami.

## Športska postignuća
| Tumač znakova: | q | Kvalifikacije | NR | Državni rekord | PB | Osobni rekord | SB | Rekord sezone | NM | Bez rezultata |

| Godina            | Natjecanje                   | Mjesto                | Pozicija          | Disciplina              | Duljina           |
| Nastupi za Kuvajt | Nastupi za Kuvajt            | Nastupi za Kuvajt     | Nastupi za Kuvajt | Nastupi za Kuvajt       | Nastupi za Kuvajt |
| ----------------- | ---------------------------- | --------------------- | ----------------- | ----------------------- | ----------------- |
| 2009.             | Svjetsko juniorsko prvenstvo | Brixen, Italija       | 21. (q)           | bacanje diska (1.5 kg)  | 52,11 m           |
| 2010.             | Svjetsko junirsko prvenstvo  | Moncton, Kanada       | 17. (q)           | bacanje diska (1.75 kg) | 54,90 m           |
| 2010.             | Azijske igre                 | Guangzhou, Kina       | 8.                | bacanje diska           | 54,19 m           |
| 2011.             | Arapsko prvenstvo            | Al Ain, UAE           | 2.                | bacanje diska           | 54,96 m           |
| 2011.             | Panarapske igre              | Doha, Katar           | 6.                | bacanje diska           | 55,89 m           |
| 2013.             | Arapsko prvenstvo            | Doha, Katar           | 5.                | bacanje diska           | 59,13 m           |
| 2013.             | Azijsko prvenstvo            | Pune, Indija          | 8.                | bacanje diska           | 56,96 m           |
| 2014.             | Azijske igre                 | Incheon, Južna Koreja | 9.                | bacanje diska           | 56,57 m           |
| 2015.             | Arapsko prvenstvo            | Isa Town, Bahrein     | 1.                | bacanje diska           | 63,22 m           |
| 2015.             | Azijsko prvenstvo            | Wuhan, Kina           | 2.                | bacanje diska           | 61,57 m           |
| 2015.             | Svjetsko prvenstvo           | Peking, Kina          | 27. (q)           | bacanje diska           | 58.68 m           |